# BC Hydro
BC Hydro, aussi connue sous le nom officiel de BC Hydro and Power Authority, est une société de la Couronne de la province canadienne de la Colombie-Britannique. Fondée en 1961, la société est responsable de la production, du transport et de la distribution de l'électricité dans la plupart des régions de la Colombie-Britannique.
BC Hydro, dont le mandat est de fournir un approvisionnement en électricité « fiable, à bas prix, pour des générations », est sous la responsabilité du ministre de l'Énergie, des Mines et des Ressources pétrolières de la Colombie-Britannique. Ses activités sont réglementées par la British Columbia Utilities Commission (BCUC).
BC Hydro exploite 31 centrales hydroélectriques et trois centrales thermiques au gaz naturel dont la puissance installée totale est de 11 330 MW. Environ 80 pour cent de l'électricité de la province est produite par les complexes hydroélectriques des rivières Columbia et de la Paix. Les installations de production produisent entre 43 et 54 TWh d'électricité par année, selon le débit des cours d'eau harnachés. L'électricité produite est livrée par un réseau de 18 531 km de lignes de transport et 56 780 km de lignes de distribution.
La société a réalisé des ventes de 50 799 GWh et a enregistré un bénéfice net de 366 millions de dollars au cours de l'exercice financier 2008-2009, pour un rendement sur les capitaux propres de 11,75 %. BC Hydro et ses filiales employaient 5 844 employés à temps plein et partiel le 31 mars 2009.

## Historique

### Prédécesseurs
BC Hydro a été créée en 1961 par le  gouvernement de W.A.C. Bennett en vertu du BC Hydro Act. Cette loi consacrait la fusion de la société BC Electric et la BC Power Commission au sein de la British Columbia Hydro Power and Authority (BCHPA).
La BC Power Commission a été mise sur pied en vertu de l'Electric Power Act de 1945 par le gouvernement de John Hart. Le mandat de la commission était de consolider les installations de production à travers la province qui n'étaient pas desservies par BC Electric et d'étendre le service aux nombreuses communautés qui n'avaient pas accès à l'électricité.

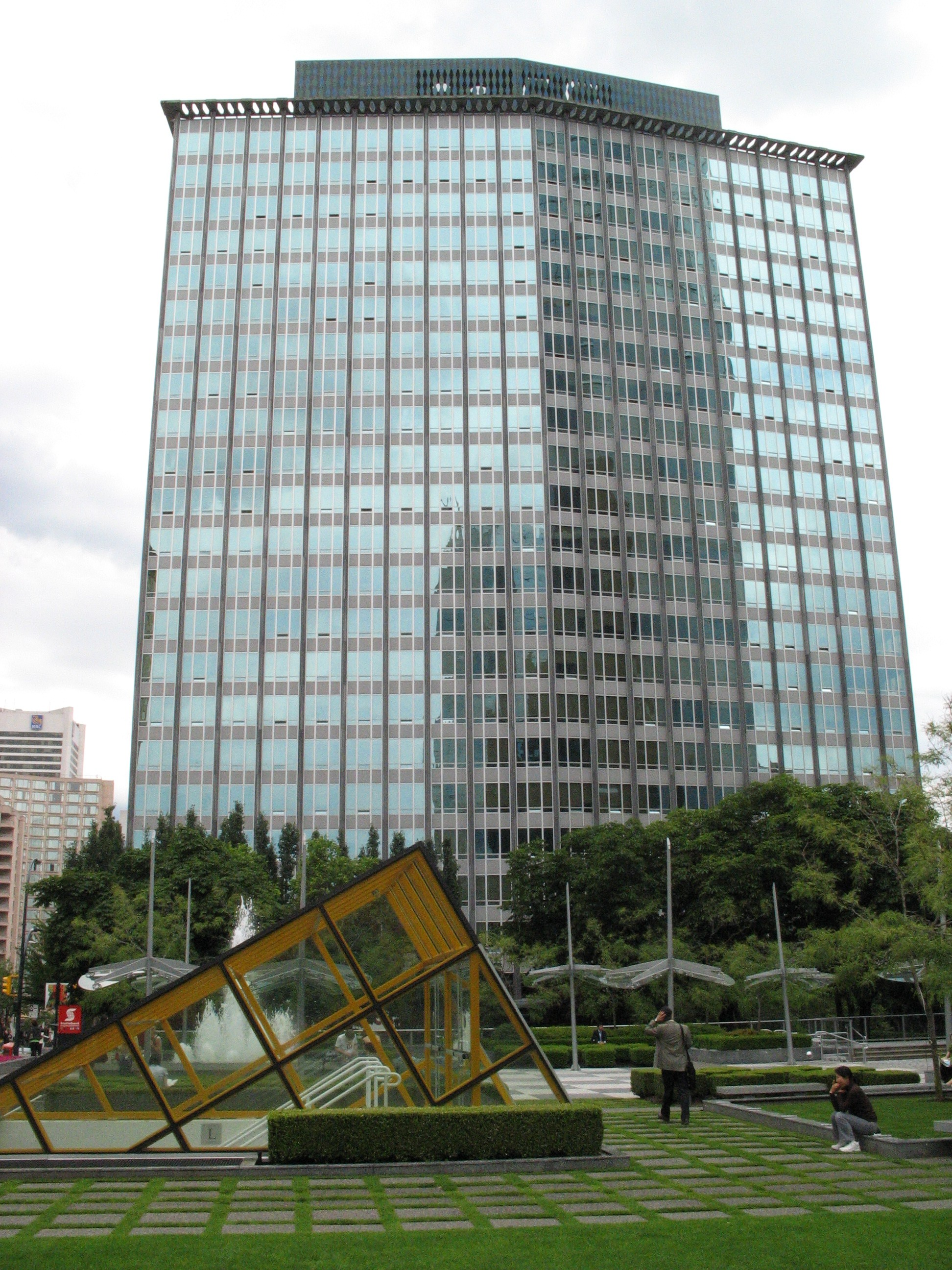
BC Electric a déménagé son siège social de la rue Carrall vers cet édifice de 21 étages de la rue Burrard, en 1957. L'édifice a été converti en immeuble à logements et renommé Édifice Electra en 1998.

BC Electric a entrepris ses activités sous la raison sociale British Columbia Electric Railway à Victoria, Vancouver et New Westminster en 1898. L'électricité était produite par des génératrices brûlant du charbon. L'augmentation de la demande au début du XXe siècle a forcé l'entreprise à construire des installations hydroélectriques au lac Buntzen, et plus tard, au lac Stave. La croissance des services publics d'électricité, de transport en commun et du gaz de ville fait en sorte que la BC Electric devient une entreprise de premier plan dans la région. Le financier britannique Robert Horne-Payne obtient du financement et crée une grande entreprise de ce qui n'était alors qu'un assortiment disparate de petites unités de production.
À la même époque, les scieries et les usines se convertissent à l'électricité, accroissant la demande en puissance. BC Electric érige quelques centrales hydroélectriques supplémentaires à travers la province. Parallèlement à cette activité, des petites villes construisent et exploitent leurs propres centrales et des lignes de transport supplémentaires sont construites. Durant les années 1920, des barrages et des centrales hydro-électriques ont été construits sur les rivières Puntledge, Jordan et Elk.
BC Electric a créé un important réseau de tramways, qui comptait quelque 320 km (200 miles) de voies et s'étendant de Point Grey à Chilliwack. Les villes de Richmond, Burnaby, Vancouver et North Vancouver étaient desservies à la fois par les réseaux local et interurbain de l'entreprise.
À l'époque de la Première Guerre mondiale, la croissance du nombre de voitures particulières et taxis collectifs commence à affecter la fréquentation du tramway posant une nouvelle contrainte à l'expansion du réseau. L'entreprise planifie la construction de nouveaux barrages — dont le détournement de la rivière Bridge vers Seton Lake, près de Lillooet —, mais la Grande Dépression des années 1930 ralentit l'expansion du réseau. La Dépression entraîne aussi une augmentation du nombre d'usagers et une réduction des budgets de maintenance du réseau de tramways.
En 1947, la BC Power Commission termine la construction de la centrale John Hart à Campbell River. Au début des années 1950, les tramways vieillissent et les trains interurbains sont remplacés par des trolleybus électriques et les autobus au diesel. BC Electric a finalement complété construction de la centrale de Bridge River en 1960. BC Electric et BC Hydro ont exploité le système de transport en commun qui était financé au moyen d'un prélèvement modeste sur les factures d'électricité jusqu'à ce que le réseau soit transféré à BC Transit en 1980.
En 1958, BC Electric met en chantier la centrale thermique de Burrard, près de Port Moody qui sera mise en service en 1961. Même si la centrale a été convertie au gaz naturel et qu'elle n'est exploitée qu'en période de pointe, l'exploitation de cette centrale continue à soulever la controverse en raison de sa proximité de Vancouver et des  émissions de gaz à effet de serre qu'elle génère.
Le 1er août 1961, quelques jours à peine après le décès du président de la société, Dal Grauer, l'Assemblée législative de la Colombie-Britannique adopte la loi qui nationalise BC Electric et créée une société de la Couronne connue sous le nom de BC Hydro. En 1988, BC Hydro a vendu ses opérations de distribution du gaz naturel dans le Lower Mainland et à Victoria à la société Inland Natural Gas, une compagnie acquise par Terasen Inc. en 1993.

### Grands travaux hydroélectriques

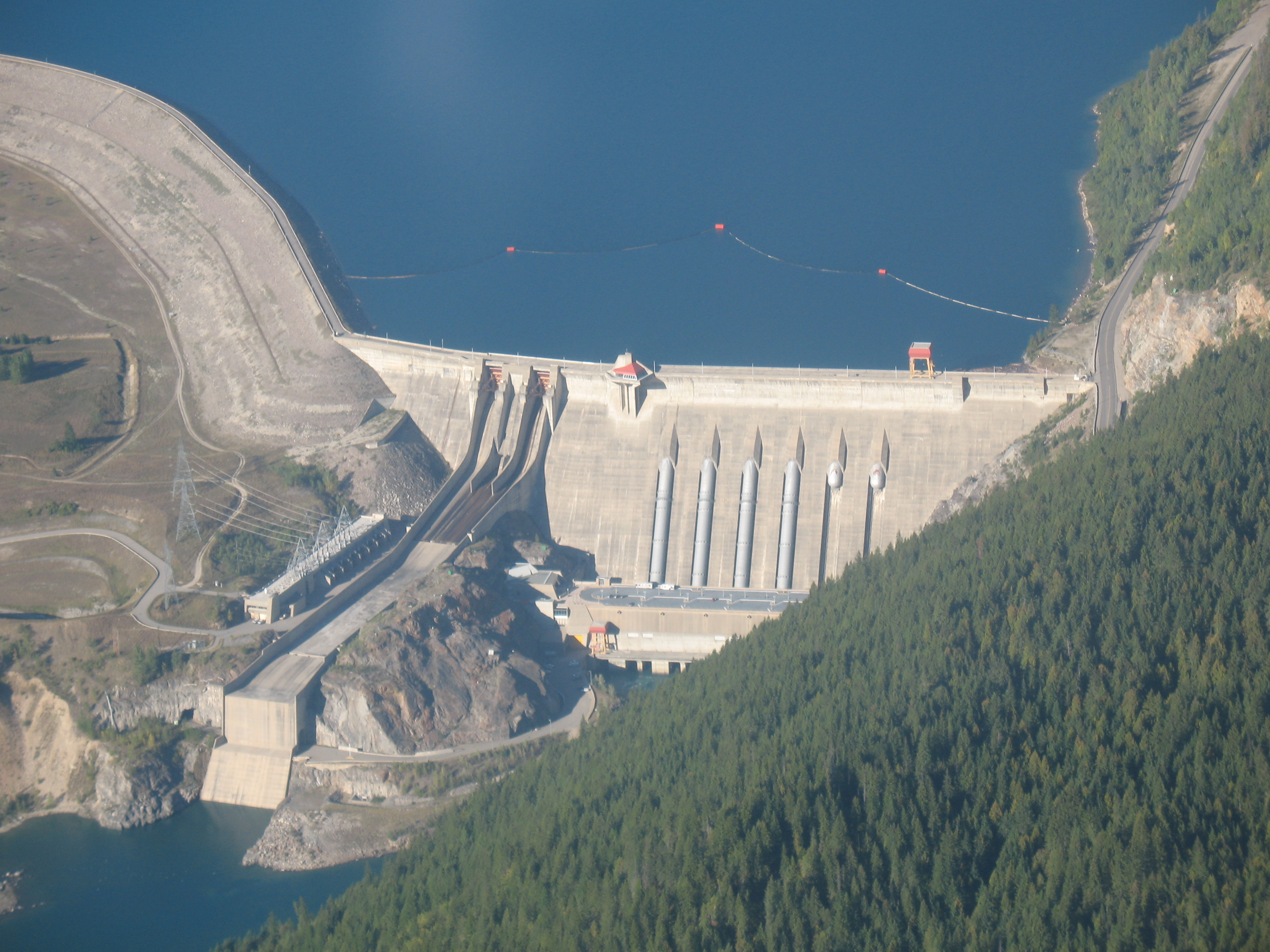
Le barrage Revelstoke, sur le fleuve Columbia.

BC Hydro a construit six grands aménagements hydroélectriques entre 1960 et 1980. Le premier grand barrage, le barrage W. A. C. Bennett, a été construit sur la rivière de la Paix, près de Hudson's Hope, dans le nord de la province, pour créer un réservoir qui alimente la centrale Gordon M. Shrum, d'une puissance de 2 730 mégawatts. À la fin des travaux en 1968, le barrage était le plus grand ouvrage en terre au monde et le réservoir Williston est le plus grand lac de la Colombie-Britannique. Un second barrage en béton a ensuite été construit à 23 km en aval, près de Hudson's Hope, afin d'alimenter la centrale de Peace Canyon (694 MW), qui a été achevée en 1980.
Conformément aux dispositions du Traité du fleuve Columbia, signé entre le Canada et les États-Unis en 1964, BC Hydro a construit plusieurs barrages et des centrales hydro-électriques, dont les deux grands projets de Mica (1 805 MW) et de Revelstoke (1 980 MW). Le barrage de Keenleyside, sur le fleuve Columbia au nord de Castlegar, et le barrage Duncan au nord du lac Kootenay, ont aussi été construits en vertu du traité et sont principalement utilisés pour le contrôle du débit, bien que deux turbines aient été installées à Keenleyside en 2002. La centrale de Kootenay Canal (583 MW) sur la rivière Kootenay, entre Nelson et Castlegar a été mise en service en 1976. Le barrage et la centrale de Seven Mile (805 MW) sur la rivière Pend d'Oreille, près de Trail ont été achevés en 1979.
En vertu du traité du fleuve Columbia, BC Hydro a également accès à une « quote-part canadienne » — 4 400 GWh et une puissance de 1 250 mégawatts  —  égale à la moitié de la production de la centrale de Libby Dam au Montana.

## Organisation et situation financière
En 1996, le gouvernement de la Colombie-Britannique a créé un organisme de réglementation quasi judiciaire, la BC Utilities Commission (BCUC), qui a pour mandat de fixer les tarifs d'énergie. Le gouvernement provincial a réformé son secteur de l'électricité en 2003. La province crée la British Columbia Transmission Corporation (BCTC) qui planifie, gère et entretient le système de transport. L'Assemblée législative a également adopté la BC Hydro Public Power Legacy and Heritage Contract Act, qui fixe un « prix patrimonial » pour l'électricité produite par les centrales existantes, en plus d'exiger que les besoins électriques futurs de la province soient comblés par la production de producteurs indépendants. La même année, BC Hydro a privatisé ses services administratifs et le service à la clientèle, affectant 1 540 employés. Les services ont été confiés en impartition à la société Accenture en vertu d'un contrat de 10 ans.
Ce nouveau cadre législatif, qui découle de la stratégie énergétique de 2002 du gouvernement de Gordon Campbell, a stimulé les projets de nouvelles centrales au fil de l'eau. Plutonic Power et GE Energy bâtissent présentement une centrale de 196 mégawatts sur les rivières Toba et Montrose Creek. Les deux mêmes partenanires envisagent aussi la construction du projet de Bute Inlet, un complexe de 1 027 mégawatts situé dans la même région et dont le coût s'élèverait à 4 milliards de dollars.
Malgré la place privilégiée accordée aux projets du secteur privé, BC Hydro envisage toujours la possibilité d'entreprendre de nouveaux projets hydroélectriques. La société de la Couronne étudie le développement du Site C, sur la rivière de la Paix, près de Fort Saint John, depuis la fin des années 1950. En 1982, le projet de construction de cette centrale de 900 MW a été jugé viable par la BCUC, qui l'a néanmoins rejeté en invoquant la stagnation de la demande électrique provinciale. Néanmoins, le gouvernement étudie toujours la possibilité d'aménager le site. Dans sa stratégie énergétique publiée en 2007, le gouvernement Campbell a annoncé son intention d'entreprendre des discussions avec les représentants autochtones, l'Alberta et les communautés locales en vue de développer ce projet à une date ultérieure.

### Exportations
BC Hydro exporte et importe de l'électricité qu'elle commercialise par le biais de Powerex, sa filiale de courtage, fondée en 1998. BC Hydro participe au marché de l'électricité régional auquel participent les sociétés électriques de l'Alberta, de l'État de Washington, de l'Oregon, de l'Idaho et de la Californie.
Powerex a été active et son rôle a été controversé durant la crise de l'électricité en Californie, en 2001. Son rôle a fait l'objet d'une enquête de la Federal Energy Regulatory Commission (FERC) aux États-Unis et d'une poursuite du procureur général de la Californie, Bill Lockyer, qui a accusé la filiale de BC Hydro d'avoir « manipulé le marché » et « arnaqué » les consommateurs. Powerex a rejeté ces accusations, répliquant que l'État de la Californie faisait preuve de « mauvaise foi », ajoutant que l'état n'avait toujours pas payé un solde de 280 millions de dollars américains d'électricité que le courtier de la Colombie-Britannique a pourtant livré en 2000 et 2001.
La poursuite a été rejetée par une cour de district fédérale des États-Unis, affirmant la compétence de la FERC sur cette question. Quelques mois plus tôt, en mars 2005, Powerex avait remboursé 1,3 million de dollars américains à titre de règlement dans une affaire de manipulation de marché durant la crise énergétique de 2001.

### Rendement financier
|                        | 2009   | 2008   | 2007   | 2006   | 2005  | 2004  | 2003  | 2002  | 2001  | 2000  |
| ---------------------- | ------ | ------ | ------ | ------ | ----- | ----- | ----- | ----- | ----- | ----- |
| Chiffre d'affaires     | 4 269  | 4 210  | 4 192  | 4 311  | 3 725 | 3 424 | 3 107 | 6 311 | 7 889 | 3 480 |
| Bénéfice net           | 366    | 369    | 407    | 266    | 402   | 98    | 418   | 403   | 446   | 416   |
| Immobilisations        | 12 140 | 11 154 | 10 426 | 10 023 | 9 933 | 9 844 | 9 793 | 9 510 | 9 361 | 9 320 |
| Dette à long terme     | 9 135  | 7 519  | 6 916  | 6 627  | 6 583 | 6 853 | 6 849 | 6 889 | 6 214 | 7 005 |
| Bénéfices non répartis | 2 231  | 1 865  | 1 783  | 1 707  | 1 688 | 1 634 | 1 609 | 1 529 | 1 459 | 1 385 |

La société a réalisé des ventes de 50 799 GWh et a enregistré un bénéfice net de 366 millions de dollars au cours de l'exercice financier 2008-2009, pour un rendement sur les capitaux propres de 11,75 %.

## Activités

### Mesures de conservation

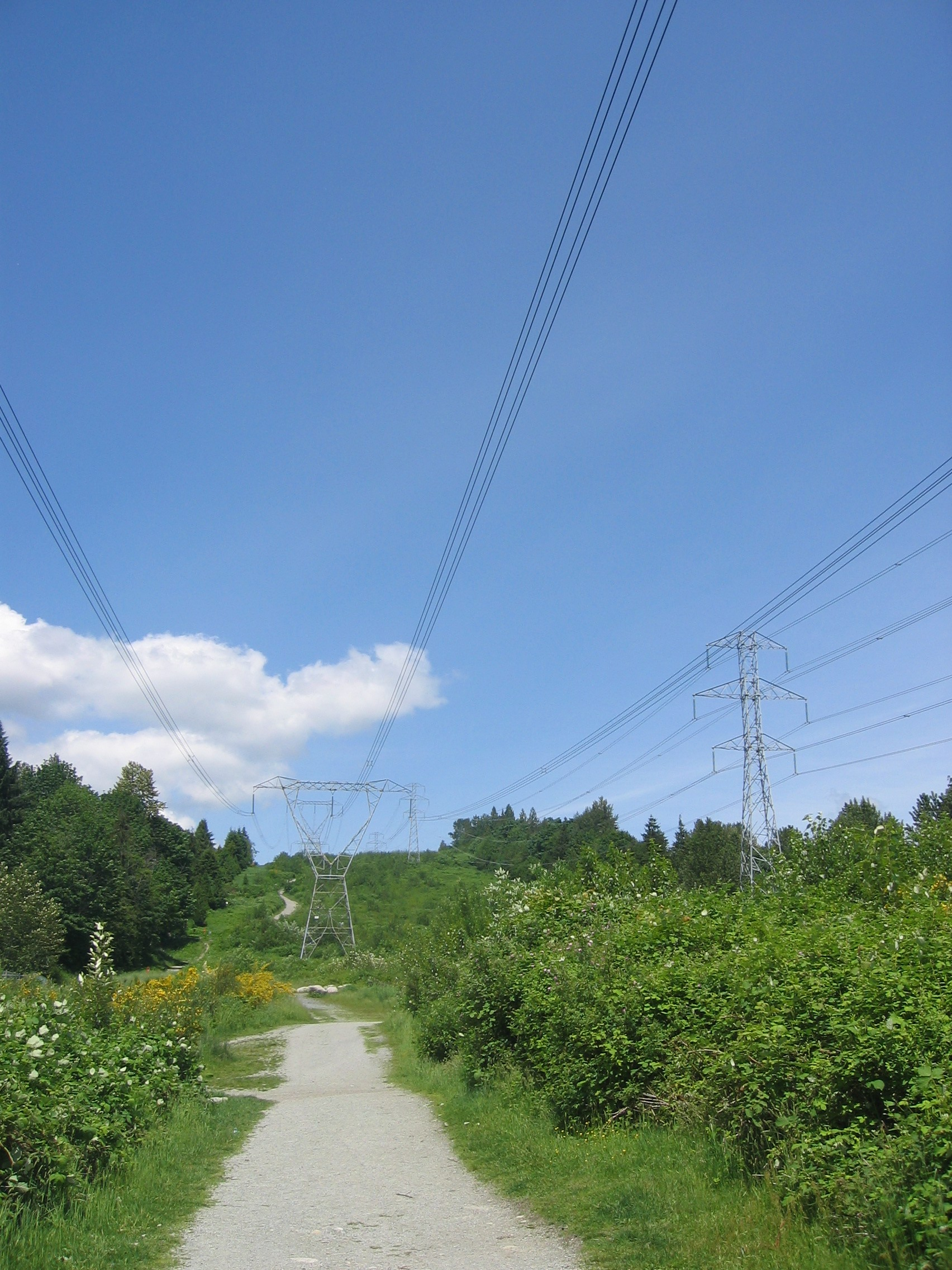
Lignes à haute tension de la BCTC à Coquitlam.

Le programme Power Smart de BC Hydro encourage les économies d'énergie parmi ses clients résidentiels, commerciaux et industriels, fait la promotion des produits et des techniques de construction énergéconomes et offre un programme de soutien aux communautés durables. L'entreprise a également implanté un programme interne, Resource Smart, afin d'améliorer l'efficacité énergétique de ses installations.

## Stratégie énergétique du gouvernement
BC Hydro s'est engagée à atteindre l'autosuffisance énergétique d'ici 2016 et toutes ses nouvelles centrales doivent émettre aucune émission de gaz à effet de serre. La moitié de l'énergie requise pour combler l'écart entre l'offre actuelle et la demande prévue doit provenir de mesures de conservation et de la mise à niveau d'installations existantes, l'autre moitié pouvant provenir de nouvelles installations de production publiques ou privées.
BC Hydro a récemment signé des contrats d'achat d'électricité provenant de sources renouvelables intermittentes — de petites centrales hydroélectriques au fil de l'eau et plus récemment de parcs éoliens — avec des producteurs indépendants. BC Hydro achète également de l'énergie de producteurs industriels de la province, comme Rio Tinto Alcan et Cominco, et de petites centrales régionales.
Le projet de Bear Mountain, près de Dawson Creek dans le district régional de Peace River, a été mis en service en octobre 2009. Il comprend 34 éoliennes, d'une puissance totale de 120 mégawatts. Le NaiKun Wind Energy Group prévoit l'installation de 110 éoliennes dans la péninsule de Naikoon, au nord du détroit d'Hecate. Le projet fournira une puissance maximale de 396 mégawatts lors du début des livraisons en 2013.
L'année 2009 a été difficile pour BC Hydro. La société s'est vu refuser deux approbations devant la BCUC, en février et juillet. Et en novembre, le patron de l'entreprise, Bob Elton, se voit indiquer la porte de sortie, dernier d'une série de quatre cadres supérieurs remplacés depuis deux ans à la tête de BC Hydro et de sa filiale de transport, BCTC.